# Andain de neige
Pour les articles homonymes, voir Andain (homonymie).

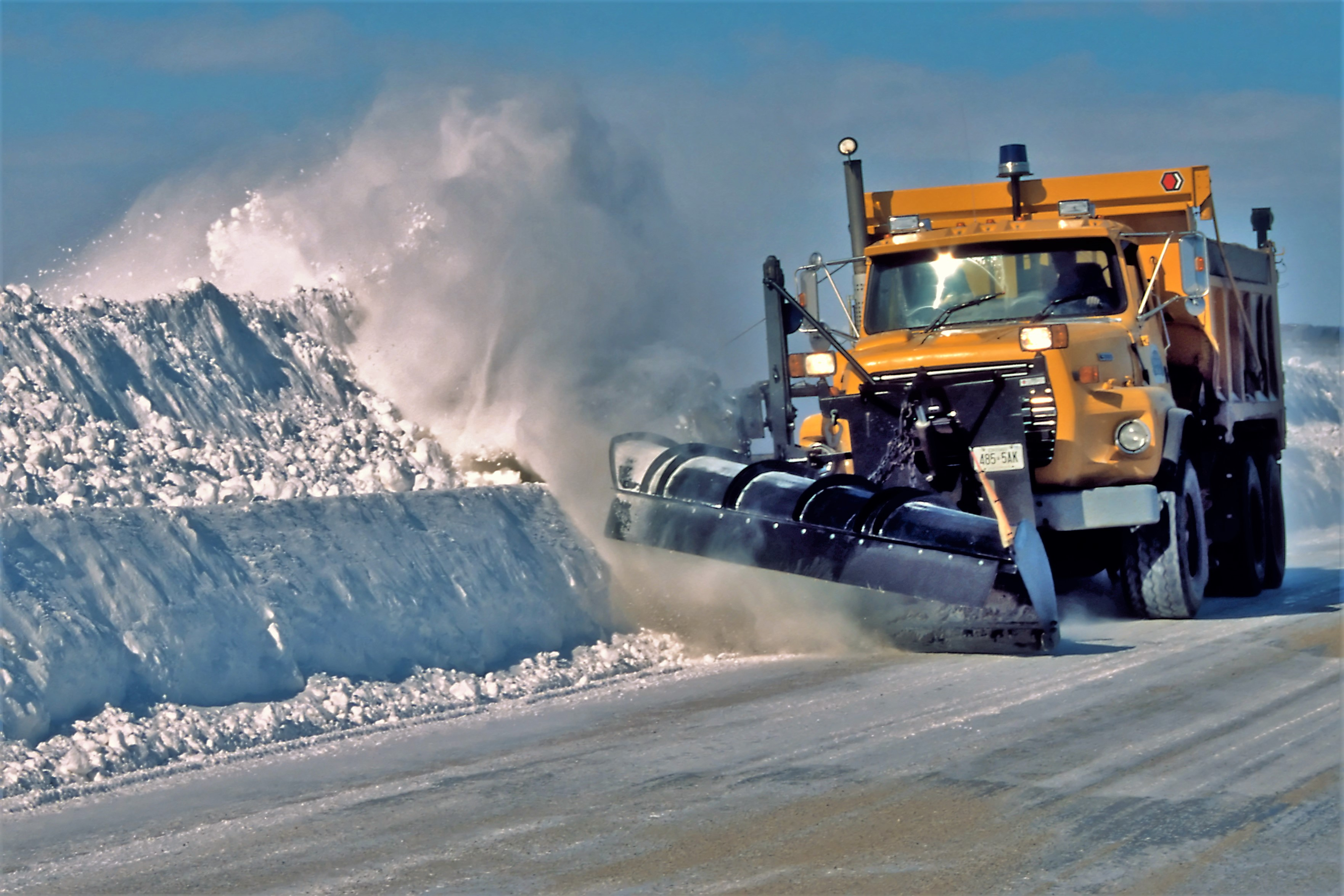
Chasse-neige formant un andain le long de la route.

Un andain de neige, aussi appelé banquette de neige en Europe ou banc de neige en Amérique du Nord,, est un alignement de neige rejetée en bordure des voies publiques ou privées par l'action de la machinerie utilisée pour le déneigement et le déblaiement après une chute de neige. Ces andains peuvent être le travail individuel des propriétaires de terrains afin de leur donner l'accès à leur propriété ou celui d'entreprises publiques ou privées pour dégager la voie publique, les trottoirs ou les entrées d'habitation. Selon l'importance du travail, ils peuvent être faits avec une pelle à neige ordinaire ou une pelle-traîneau, mais le plus souvent avec un chasse-neige.
Les andains de neige seront enlevés plus tard par une souffleuse à neige dans les rues et routes très passantes lorsque l'espace est limité. Dans les banlieues ou les zones rurales, les andains pourront demeurer en place jusqu'à la fonte des neiges s'ils ne constituent pas un danger.